# KG F&B
주식회사 KG F&B는 대한민국의 커피 체인점으로, KG이니시스의 자회사이다.